# Адолф IX (Шаумбург)
Адолф IX (X) фон Холщайн-Шаумбург (на немски: Adolf IX (X) von Holstein-Schauenburg * ок. 1375, † 9 октомври 1426) от фамилията Шауенбург и Холщайн е от 1404 до 1426 г. граф на Холщайн-Пинеберг и племенното графство Шаумбург.
Той е първият син на граф Ото I фон Шаумбург († 1404) и съпругата му Мехтхилд фон Брауншвайг-Люнебург († след 1410), вдовица на херцог Лудвиг I фон Брауншвайг-Люнебург, дъщеря на Вилхелм II, херцог на Брауншвайг-Люнебург. Внук е на Адолф VII фон Холщайн-Пинеберг († 1353) и племенник на Адолф VIII († 1370).

## Фамилия
Адолф IX се жени на 18 август 1378 г. за графиня Хелене фон Хоя (* ок. 1370), единствената дъщеря на граф Ерих I фон Хоя († 1426) и първата му съпруга Анна фон Дипхолц. Те имат децата:
- Ото II (* 1400; † 1 юни 1464), от 1426 г. граф на Холщайн-Шаумбург и на графство Шаумбург, женен за графиня Елизабет фон Хонщайн (* ок. 1400; † 1468)
- Хелена
- Елизабет